# Jeep Renegade

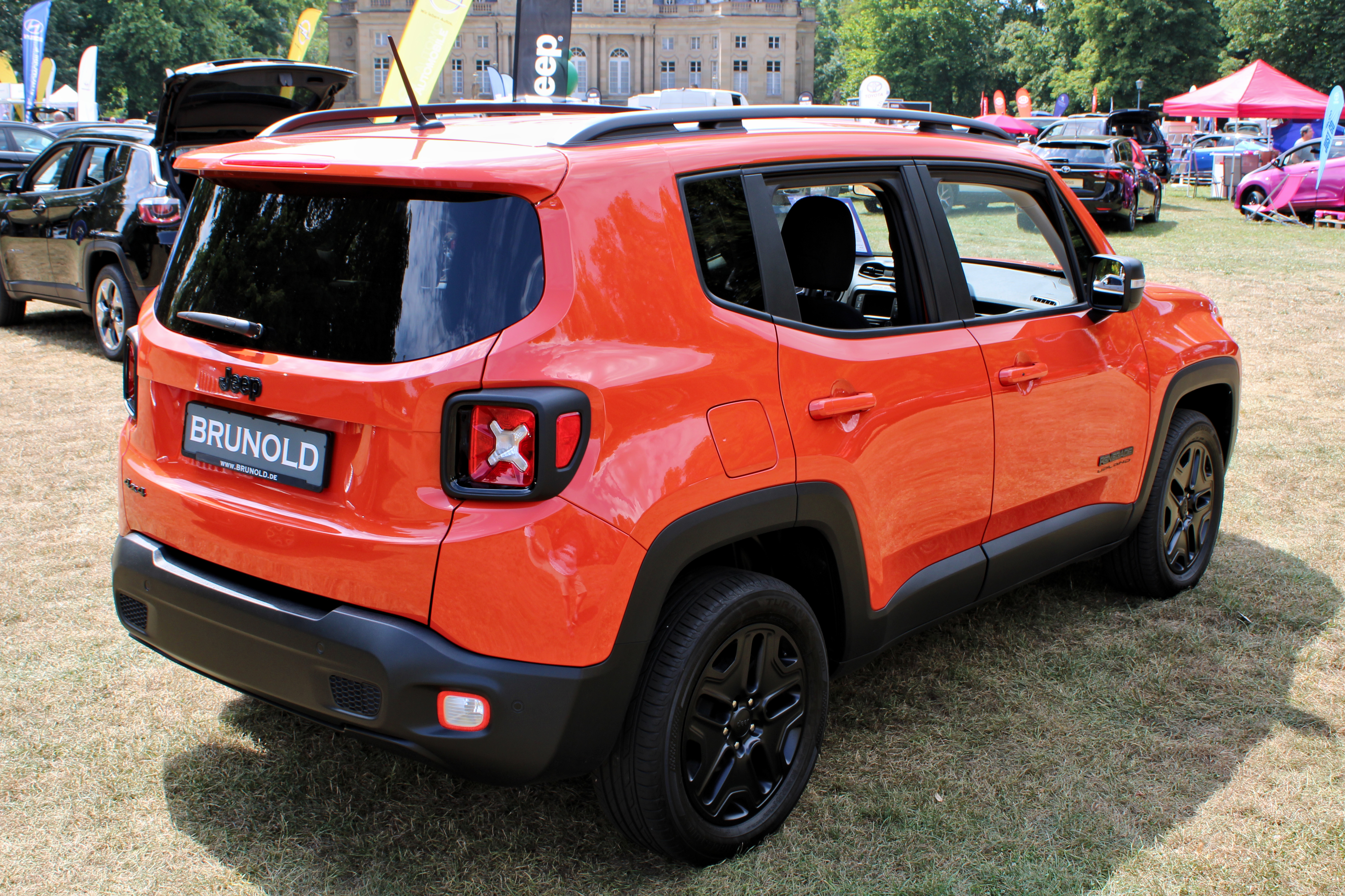
vue de l'arrière

Le Jeep Renegade est un modèle de crossover compact du constructeur automobile américain Jeep commercialiseé à partir de 2014.

## Présentation
Le Jeep Renegade est présenté lors du salon de l'automobile de Genève en mars 2014. C'est le second véhicule de la marque entièrement étudié sous la direction de Fiat et reposant sur une plateforme de la marque italienne.

### Phase 2

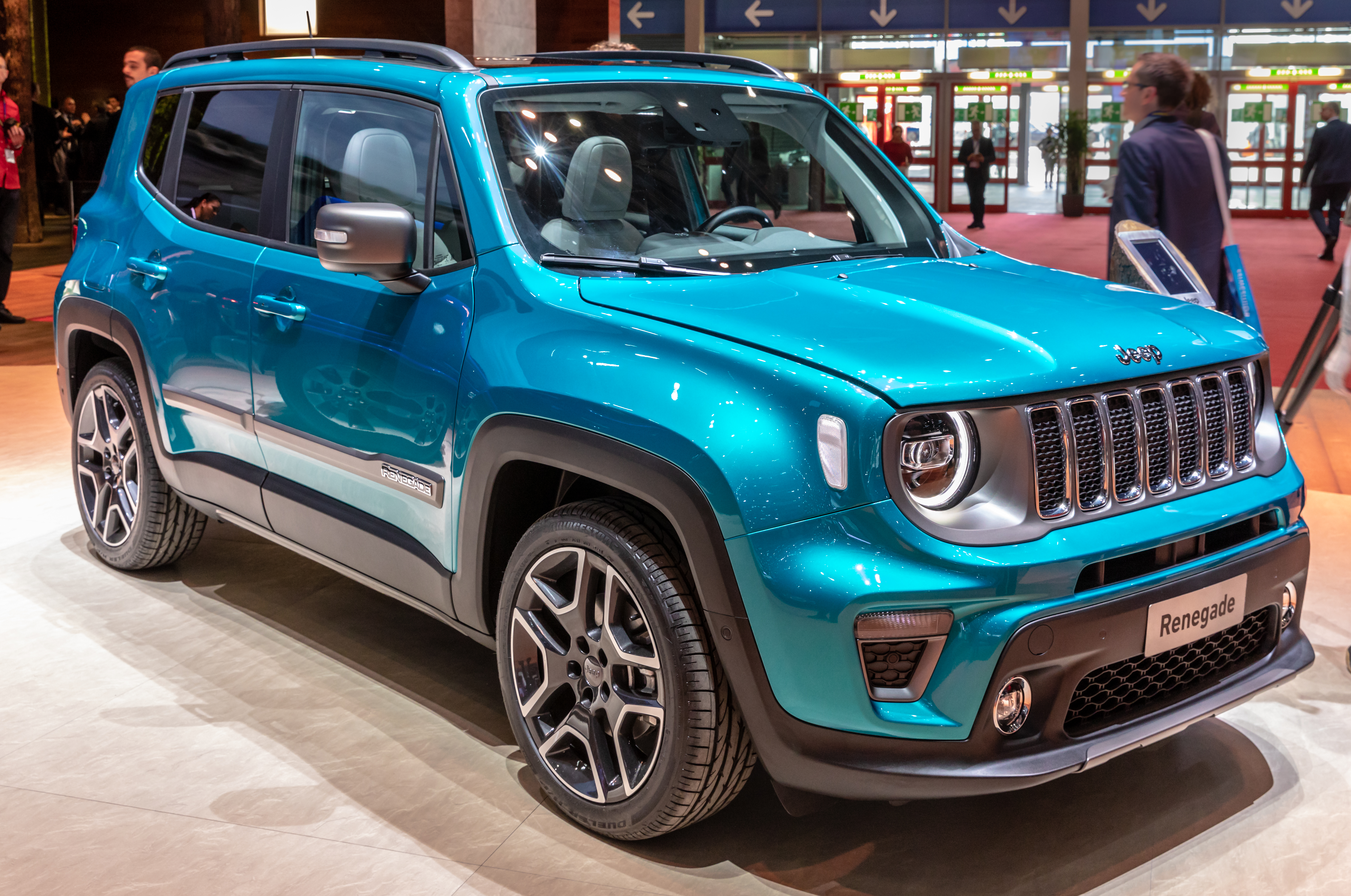
Jeep Renegade restylé

La version restylée du Renegade est présentée au salon de l'automobile de Turin 2018, pour une commercialisation en septembre 2018, avec des modifications esthétiques au niveau de l'avant, sur les phares et la calandre, ainsi que les feux arrière.

### Phase 3
Le second restylage du Renegade est présenté en janvier 2022.

### Phase 4
La Renegade reçoit une mise à jour technologique en février 2024.

## Caractéristiques techniques
Le Renegade utilise la plateforme technique modulaire SGMA (Small Global Modular Architecture) de Fiat, empruntée au Fiat 500X. Il a un empattement de 2,57 m pour une longueur de 4,25 m. La gamme comprend 16 combinaisons de motorisation / transmission.

### Motorisations

#### Phase 1
| Logo de Jeep                                      | Jeep Renegade (phase 1) | Jeep Renegade (phase 1)                 | Jeep Renegade (phase 1) | Jeep Renegade (phase 1) | Jeep Renegade (phase 1)                 | Jeep Renegade (phase 1) | Jeep Renegade (phase 1) | Jeep Renegade (phase 1) |
| Logo de Jeep                                      | 1,4 L MULTIAIR S&S      | 1,4 L MULTIAIR S&S                      | 1,6 L E,TORQ EVO S&S    | 1,6 L MULTIJET S&S      | 1,6 L MULTIJET S&S                      | 2,0 L MULTIJET S&S      | 2,0 L MULTIJET S&S      | 2,0 L MULTIJET S&S      |
| ------------------------------------------------- | ----------------------- | --------------------------------------- | ----------------------- | ----------------------- | --------------------------------------- | ----------------------- | ----------------------- | ----------------------- |
| Moteur                                            | 4-cylindres             | 4-cylindres                             | 4-cylindres             | 4-cylindres             | 4-cylindres                             | 4-cylindres             | 4-cylindres             | 4-cylindres             |
| Alimentation                                      | Turbocompressé          | Turbocompressé                          | Turbocompressé          | Turbocompressé          | Turbocompressé                          | Turbocompressé          | Turbocompressé          | Turbocompressé          |
| Cylindrée (cm3)                                   | 1 368                   | 1 368                                   | 1 598                   | 1 598                   | 1 598                                   | 1 956                   | 1 956                   | 1 956                   |
| Puissance maximale ch (kW)                        | 140 (103)               | 140 (103)                               | 110 (81)                | 120 (88)                | 120 (88)                                | 120 (88)                | 140 (103)               | 170 (125)               |
| au régime de (tr/min)                             | 5 000                   | 5 000                                   | 5 500                   | 3 750                   | 3 750                                   | 3 750                   | 3 750                   | 3 750                   |
| Couple maximal (N m)                              | 230                     | 230                                     | 152                     | 320                     | 320                                     | 350                     | 350                     | 350                     |
| au régime de (tr/min)                             | 1 750                   | 1 750                                   | 4 500                   | 1 750                   | 1 750                                   | 1 750                   | 1 750                   | 1 750                   |
| Boîte de vitesses                                 | Mécanique 6 rapports    | Robotisée 6 rapports à double embrayage | Mécanique 5 rapports    | Mécanique 6 rapports    | Robotisée 6 rapports à double embrayage | Mécanique 6 rapports    | Mécanique 6 rapports    | Automatique 9 rapports  |
| Transmission                                      | Traction                | Traction                                | Traction                | Traction                | Traction                                | Intégrale               | Intégrale               | Intégrale               |
| Vitesse maximale (km/h)                           | 181                     | 181                                     | 178                     | 178                     | 178                                     | 178                     | 182                     | 196                     |
| 0-100 km/h (s)                                    | 10,9                    | 11,0                                    | 11,8                    | 10,2                    | 10,2                                    | 9,5                     | 9,5                     | 8,9                     |
| Consommation (L/100 km) urbain/extra-urbain/mixte | 7,6/5,1/6,0             | 7,4/5,0/5,9                             | 7,8/5,0/6,0             | 5,1/4,0/4,4             | 5,2/4,1/4,5                             | 6,0/4,6/5,1             | 6,0/4,6/5,1             | 6,9/5,1/5,8             |
| Émissions de CO2 (g/km)                           | 140                     | 137                                     | 141                     | 115                     | 118                                     | 134                     | 134                     | 151                     |
| Capacité du réservoir (L)                         | 48                      | 48                                      | 48                      | 48                      | 48                                      | 48                      | 48                      | 48                      |
| Masse à vide (kg)                                 | 1 356                   | 1 380                                   | 1 346                   | 1 404                   | 1 404                                   | 1 502                   | 1 502                   | 1 548                   |
| Norme environnementale                            | Euro 6                  | Euro 6                                  | Euro 6                  | Euro 6                  | Euro 6                                  | Euro 6                  | Euro 6                  | Euro 6                  |

#### Phase 2
Les motorisations évoluent pour répondre à la norme antipollution Euro 6D Temp, ainsi les moteurs essence Fiat 1,4 L MultiAir et 1.6 E.Torq Evo disparaissent du catalogue et sont remplacés la gamme de moteurs Fiat FireFly GSE : un trois cylindres 1,0 L et un quatre cylindres 1,3 L.

En 2020, au salon de Bruxelles, Jeep présente une version hybride essence rechargeable nommée « 4xe » proposée en série limitée « First Edition ». Elle est dotée d'un bloc essence Fiat 1,3 litre turbocompressé ainsi qu'un bloc électrique placé sur les roues arrière pour une puissance cumulée de 240 ch.
| Logo de Jeep               | Jeep Renegade (phase 2) | Jeep Renegade (phase 2) | Jeep Renegade (phase 2) | Jeep Renegade (phase 2) | Jeep Renegade (phase 2)                         | Jeep Renegade (phase 2)                        | Jeep Renegade (phase 2) |                |
| Logo de Jeep               | 1,0 L GSE T3 S&S        | 1,3 L GSE T4 S&S        | 1,3 L GSE T4 S&S        | 1,6 L MULTIJET S&S      | 1,6 L MULTIJET S&S                              | 2,0 L MULTIJET S&S                             | 2,0 L MULTIJET S&S      |                |
| -------------------------- | ----------------------- | ----------------------- | ----------------------- | ----------------------- | ----------------------------------------------- | ---------------------------------------------- | ----------------------- | -------------- |
| Moteur                     | 3-cylindres             | 4-cylindres             | 4-cylindres             | 4-cylindres             | 4-cylindres                                     | 4-cylindres                                    | 4-cylindres             |                |
| Alimentation               | Turbocompressé          | Turbocompressé          | Turbocompressé          | Turbocompressé          | Turbocompressé                                  | Turbocompressé                                 | Turbocompressé          | Turbocompressé |
| Cylindrée (cm3)            | 999                     | 1332                    | 1332                    | 1 598                   | 1 598                                           | 1 956                                          | 1 956                   |                |
| Puissance maximale ch (kW) | 120 (88)                | 150 (110)               | 180 (132)               | 120 (88)                | 120 (88)                                        | 140 (103)                                      | 170 (125)               |                |
| au régime de (tr/min)      | 5 750                   | 5 500                   | 5 500                   | 3 750                   | 3 750                                           | 3 750                                          | 3 750                   |                |
| Couple maximal (N m)       | 190                     | 270                     | 270                     | 320                     | 320                                             | 350                                            | 350                     |                |
| au régime de (tr/min)      | 1 750                   | 1 560                   | 1 560                   | 1 750                   | 1 750                                           | 1 750                                          | 1 750                   |                |
| Boîte de vitesses          | Mécanique 6 rapports    | DDCT à double embrayage | Automatique 9 rapports  | Mécanique 6 rapports    | Mécanique 6 rapports ou DDCT à double embrayage | Mécanique 6 rapports ou Automatique 9 rapports | Automatique 9 rapports  |                |
| Transmission               | Traction                | Traction                | Traction                | Traction                | Intégrale                                       | Intégrale                                      | Intégrale               |                |
| Vitesse maximale (km/h)    | 185                     | 203                     |                         | 178                     | 178                                             | 182                                            | 196                     |                |
| 0-100 km/h (s)             | 11,2                    | 9,8                     |                         | 10,2                    | 10,2                                            | 9,5                                            | 8,9                     |                |
| Consommation (L/100 km)    | 7,0/6,4                 | 7,3/6,5                 |                         | 5,1/4,0/4,4             | 5,2/4,1/4,5                                     | 6,0/4,6/5,1                                    | 6,9/5,1/5,8             |                |
| Émissions de CO2 (g/km)    | 145                     | 149                     |                         | 115                     | 118                                             | 134                                            | 151                     |                |
| Capacité du réservoir (L)  | 48                      | 48                      | 48                      | 48                      | 48                                              | 48                                             | 48                      | 48             |
| Masse à vide (kg)          | 1 395                   | 1 395                   |                         | 1 404                   | 1 404                                           | 1 502                                          | 1 548                   |                |
| Norme environnementale     | Euro 6d Temp            | Euro 6d Temp            | Euro 6d Temp            | Euro 6d Temp            | Euro 6d Temp                                    | Euro 6d Temp                                   | Euro 6d Temp            |                |

#### Phase 3/4
| Logo de Jeep                                      | Jeep Renegade (phase 3/4) | Jeep Renegade (phase 3/4) |
| Logo de Jeep                                      | e-Hybrid 1.5              | 4xe 1.3                   |
| ------------------------------------------------- | ------------------------- | ------------------------- |
| Moteur                                            | 4-cylindres               | 4-cylindres               |
| Alimentation                                      |                           |                           |
| Cylindrée (cm3)                                   |                           |                           |
| Puissance maximale ch (kW)                        | 130                       | 240                       |
| au régime de (tr/min)                             |                           |                           |
| Couple maximal (N m)                              |                           |                           |
| au régime de (tr/min)                             |                           |                           |
| Boîte de vitesses                                 |                           |                           |
| Transmission                                      | Traction                  | Intégrale                 |
| Vitesse maximale (km/h)                           |                           |                           |
| 0-100 km/h (s)                                    |                           |                           |
| Consommation (L/100 km) urbain/extra-urbain/mixte |                           |                           |
| Émissions de CO2 (g/km)                           |                           |                           |
| Capacité du réservoir (L)                         | 48                        | 48                        |
| Masse à vide (kg)                                 |                           |                           |
| Norme environnementale                            | Euro 6                    | Euro 6                    |

## La production
Le Jeep Renegade est produit dans l'usine Fiat Melfi, dans le Sud de l'Italie, construite pour la Fiat Grande Punto. Il partage sa ligne de production avec son modèle jumeau Fiat 500X qui est disponible dans les deux versions 4x4 et 4x2.
Pour le reste du monde, le Renegade est fabriqué dans l'usine Fiat-Pernambuco au Brésil depuis octobre 2014. Il est également fabriqué en Chine dans l'usine Fiat-GAIC de Guangzhou depuis 2015/16.

## Finitions
- Sport
- Longitude
- Longitude Business
- Limited
- Trailhawk

À partir d'octobre 2024
- Renegade
- Altitude
- Summit

### Séries spéciales
- Brooklyn Edition
- Aspen
- Mopar
- Deserthawk
- Dawn of Justice
- S
- Edition winter
- Quicksilver Edition
- Basket Series with LNB
- 4Xe First Edition[9]
- High Altitude
- North Star (à partir d'octobre 2024)

## Concept car
La Jeep Renegade est préfigurée par le concept car Jeep Renegade concept présenté au salon de Détroit 2008, équipé d'un moteur 3-cylindres diesel de 115 ch.